# Кочура (планина)
Кочура (на сръбски: Коћура или Koćura) е планина в Югоизточна Сърбия, Пчински окръг. Част е от най-западния дял на Рило-Родопския масив. Най-висока точка е връх Кочурац с надморска височина от 1568 m. На южния и склон е разположено село Кочура. Други върхове са Гаринче (1460 m.), Поляна (1421 m.) и Гиздаво дърво (906 m.).